# 細鱗擬軟口魚
細鱗擬軟口魚（學名：Pseudochondrostoma polylepis），為輻鰭魚綱鯉形目雅羅魚科的其中一個種，分布歐洲葡萄牙及西班牙中部淡水流域，本魚體呈紡錘型，側扁，22-31個鰓耙，通常有6-5顆咽齒，尾柄深度為其長度的1.8-2.2倍，體長可達40公分，棲息在河川中央中層水域，成群活動，屬雜食性，以植物、小型無脊椎動物為食，繁殖期在春季，雌魚在礫石底質淺水處產卵，可作為食用魚。

## 扩展阅读
維基物種上的相關：細鱗擬軟口魚